# Uma Noite em Lisboa
Uma Noite em Lisboa (em inglês:  One Night in Lisbon) é um filme estado-unidense do género suspense, realizado e produzido por Edward H. Griffith, e escrito por Virginia Van Upp, com base na peça teatral homónima de John Van Druten. Estreou-se nos Estados Unidos a 13 de junho de 1941.

## Elenco
- Fred MacMurray como Dwight Houston
- Madeleine Carroll como Leonora Perrycoate
- Patricia Morison como Gerry Houston
- John Loder como comandante Peter Walmsley
- Billie Burke como Catherine Enfilden
- May Whitty como Florence
- Edmund Gwenn como Lorde Fitzleigh
- Reginald Denny como Erich Strasser
- Billy Gilbert como Popopopoulos
- Marcel Dalio como porteiro
- Bruce Wyndham como ajudante de Strasser